# Walter Schellhorn
Walter Schellhorn (* 15. Juni 1927 in Stuttgart; † 3. Oktober 2019) war Geschäftsführer des Deutschen Vereins für öffentliche und private Fürsorge und Autor juristischer Fachkommentare.

## Werdegang
Schellhorn wurde 1927 in Stuttgart geboren. Nach dem Zweiten Weltkrieg wurde er bis 1948 von der französischen Besatzungsmacht in einem Internierungslager gefangen gehalten. Nach seiner Entlassung besuchte Schellhorn die höhere Verwaltungsschule in Stuttgart und wurde anschließend ab 1953 Sozialreferent beim Deutschen Landkreistag. Im Jahr 1961 wurde Schellhorn in den Hauptausschuss des Deutschen Vereins gewählt und trat anschließend 1963 der Geschäftsführung des Deutschen Vereins bei. Von 1963 an war Schellhorn stellvertretender, anschließend ab 1968 erster Geschäftsführer des Deutschen Vereins. Im Jahr 1989 trat er in den Ruhestand ein, blieb aber Ehrenmitglied des Deutschen Vereins.
Schellhorn verfasste juristische Kommentare zu Gesetzen des Sozialrechts. Besonders bekannt war sein Kommentar zum Bundessozialhilfegesetz, der heute als Kommentar zum SGB XII fortgeführt wird, sowie sein Kommentar zum Kinder- und Jugendhilfegesetz, der ebenso als Kommentar zum SGB VIII fortgeführt wird.
Für seine Verdienste wurde Schellhorn 1991 mit dem Bundesverdienstkreuz 1. Klasse und 1995 mit dem Ehrenbrief des Landes Hessen ausgezeichnet.
Schellhorn starb am 3. Oktober 2019 im Alter von 92 Jahren.

## Werke (Auswahl)
- Bundessozialhilfegesetz (16 Auflagen) – 16. Auflage, Luchterhand, Neuwied 2002, ISBN 3-472-04289-3
- Grundsicherungsgesetz. Luchterhand, Neuwied 2004, ISBN 3-472-05800-5
- Kinder- und Jugendhilfegesetz. Luchterhand, Neuwied 1991, ISBN 3-472-51015-3
- Walter Schellhorns Abhandlungen zum Sozialrecht. Luchterhand, Neuwied 1997, ISBN 3-472-03154-9